# Понс Юный
Понс Юный (фр. Pons le Jeune, лат. Pontius Juvenis, ум. между 1028 и 1032), или Понс III, арлезианский сеньор, живший в конце X — начале XI века, один из наиболее древних предков дома де Бо.
Предположительно, сын Понса (II), сеньора, владевшего землями в Арле и его окрестностях, и правнук Понса Древнего, первого известного предка рода де Бо. Упомянут в актах о дарениях земель церкви в 971, 975 и 981. В акте 981 впервые упомянут замок Бо (Balcius), принадлежавший Понсу. Получил от архиепископа Арля замок Тренкетай, в компенсацию за некогда принадлежавший его отцу замок Портадольса в Арле. Тренкетай занимал выгодную позицию почти перед самыми воротами Арля, и, наряду с замком Бо, стал одной из основ могущества дома де Бо. 
Жена: Профекта N
Дети: 
- Гаусфрид (Жоффруа), сеньор Бриньоля и Пертюи. Жена: Скотия, дочь Гвидо N и Гвальдрады N. Основатель рода де Риан.
- Гуго I де Бо